# Колон, Орландо
Орла́ндо Коло́н (англ. Orlando Colón, род. 24 марта 1982 года) — пуэрто-риканский рестлер.
Наиболее известен по выступлениям в WWE, где он выступал под именем Эпико Колон, или просто Эпико и в World Wrestling Council (WWC) под своим настоящим именем.

## Титулы и награды
- Florida Championship Wrestling
  - FCW Florida Tag Team Championship (2 раза) — с Унико
- Pro Wrestling Illustrated 
  - PWI ставит его под № 287 в списке 500 лучших рестлеров 2011 года

- PWI ставит его под № 76 в списке 500 лучших рестлеров PWI 500 2012 года

- World Wrestling Council
  - WWC Caribbean Heavyweight Championship (1 раза)
  - WWC Puerto Rico Heavyweight Championship (6 раз)
- World Wrestling Entertainment
  - Командный чемпион WWE (1 раз) — с Примо (1 раз)[1]